# Strumigenys delicata
Strumigenys delicata (лат.) — вид мелких земляных муравьёв рода Strumigenys из подсемейства Myrmicinae (Attini, ранее в Dacetini). Встречается в Юго-Восточной Азии: Таиланд (провинция Транг).

## Этимология
Своё название вид получил благодаря тонкому и апикально-заострённому волосистому покрытию. Эпитет «delicata» является именительным падежом женского рода единственного числа латинского прилагательного «delicatus».

## Описание
Мелкие муравьи (длина около 2 мм) с сердцевидной головой, расширенной кзади. Проподеум угловатый с парой зубцов. Обладают треугольными жвалами (длина головы HL 0,65 мм, ширина головы HW 0,46 мм, мандибулярный индекс MI 14). Включён в комплекс видов S. elegantula из видовой группы S. leptothrix. От близких видов отличаются следующими признаками: верх головы, наличник и мандибулы с прижатыми короткими тонкими волосками; длинные латерально выступающие волоски присутствуют в анфас; в профиль стоячие волоски расположены спорадически по всему верху головы, не ограничиваясь областью между высшей точкой темени и затылочным краем; переднеспинка дорсолатерально окаймлена; в профиль проподеальные шипы покрыты широкими ламеллями; бёдра, голени и базитарзусы и с длинными тонкими прямостоячими волосками. В профиль глаз с четырьмя омматидиями в диаметре.
Основная окраска коричневая. Стебелёк между грудкой и брюшком состоит из двух члеников: петиолюса и постпетиолюса (последний чётко отделён от брюшка), жало развито. Предположительно, как и близкие виды, специализированные охотники на коллембол. Вид был впервые описан в 2023 году мирмекологами из Гонконга Kit Lam Tang (School of Biological Sciences, Гонконгский университет, Гонконг, Китай) и Benoit Guénard.